# نبرد مگیدو (۶۰۹ پیش از میلاد)
نبرد مگیدو نبردی است که در سال ۶۰۹ پیش از میلاد میان ارتش مصر به فرماندهی نخو دوم از یک سو و پادشاهی یهودا به فرماندهی یوشیا از سوی دیگر و در محل تل مگیدو رخ داده است. فرعون نخو دوم از مصر ارتش خود را به کارکمیش (شمال سوریه) هدایت کرد تا به متحدش آشور علیه امپراتوری بابل نو بپیوندد. این امر نیاز به عبور از طریق قلمرو تحت کنترل پادشاهی یهودا بود. اما یوشیا پادشاه یهودا از عبور مصریان ممانعت نمود. نیروهای یهودی در مگیدو با مصریان نبرد کردند و شکست خوردند، در نتیجه مرگ یوشیا و پادشاهی وی به یک دولت دست‌نشانده مصر تبدیل شد. این جنگ در کتاب مقدس عبری، و اسدرا 1 یونانی و نوشته‌های یوسف فلاوی ثبت شده‌است.
در حالی که نخو دوم کنترل پادشاهی یهودا را به دست آورد، ترکیبی از نیروهای آشوری و مصری در نبرد با بابلیان، شکست خورده و حران از دست دادند. پس از آن امپراتوری آشوری نو به عنوان یک کشور مستقل از بین رفت.

## مکان میدان جنگ

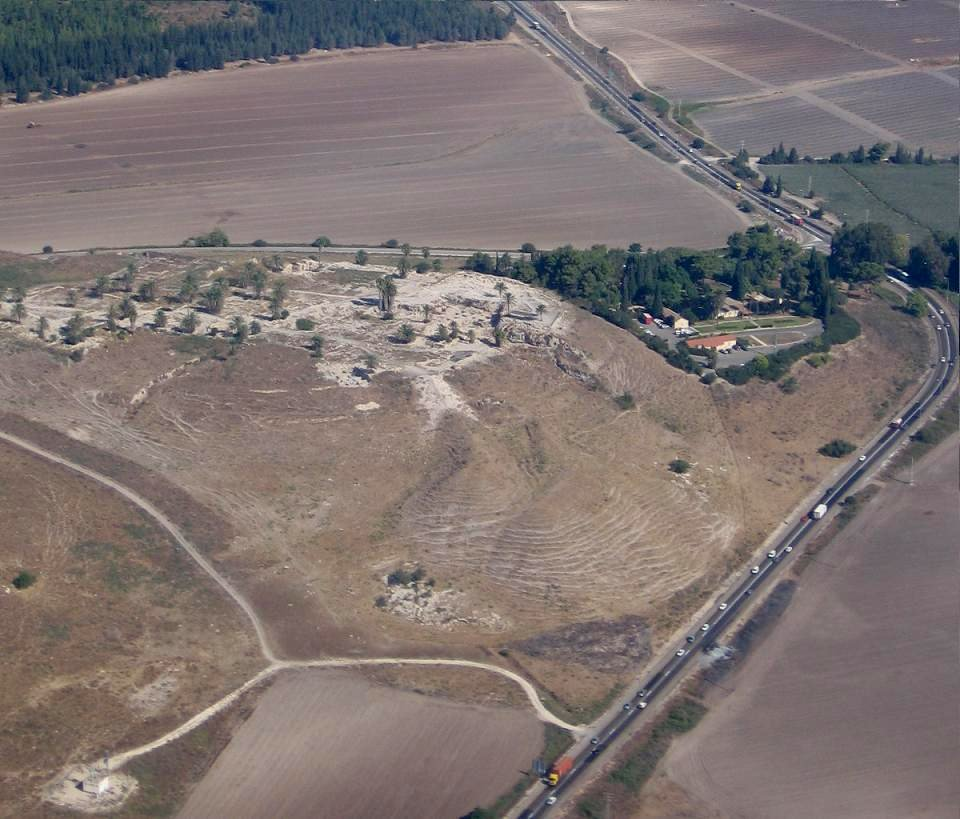
نمای هوایی تل مگیدو از جنوب شرقی